# Obús de montaña 105/11 modelo 1919 Schneider
El obús de montaña 105/11 modelo 1919 Schneider fue un obús de montaña de 105 mm diseñado por la compañía francesa Schneider et Cie. 

## Historia
Hacia el final de la Primera Guerra Mundial, la pieza reglamentaria de la artillería de montaña francesa, el obús de 65 mm modelo 1906, se consideró insuficiente y se proyectó un nuevo obús de montaña de 75 mm derivado del obús de montaña de 75 mm de Schneider-Danglís. El uso del nuevo modelo en Marruecos, durante la guerra del Rif, demostró la necesidad de también contar con un calibre mayor, adoptándose el de 105 mm.
El modelo 1919 fue adquirido por España, que también adquirió la licencia de fabricación. En España el 1919 fue fabricado en Trubia y Sevilla, y fue declarado reglamentario por real orden circular del 8 de julio de 1924 con la denominación de «obús de 10,5 montaña, modelo 1919». En España complementó y reemplazó al cañón de montaña Schneider de 70/16 modelo 1908. El modelo 1919 se empleó extensivamente durante la guerra del Rif y fue asignado a los regimientos y grupos de artillería de montaña y a las agrupaciones de artillería en el Protectorado de Marruecos. También fue empleado durante la Revolución de 1934, tanto en Barcelona como en Asturias.

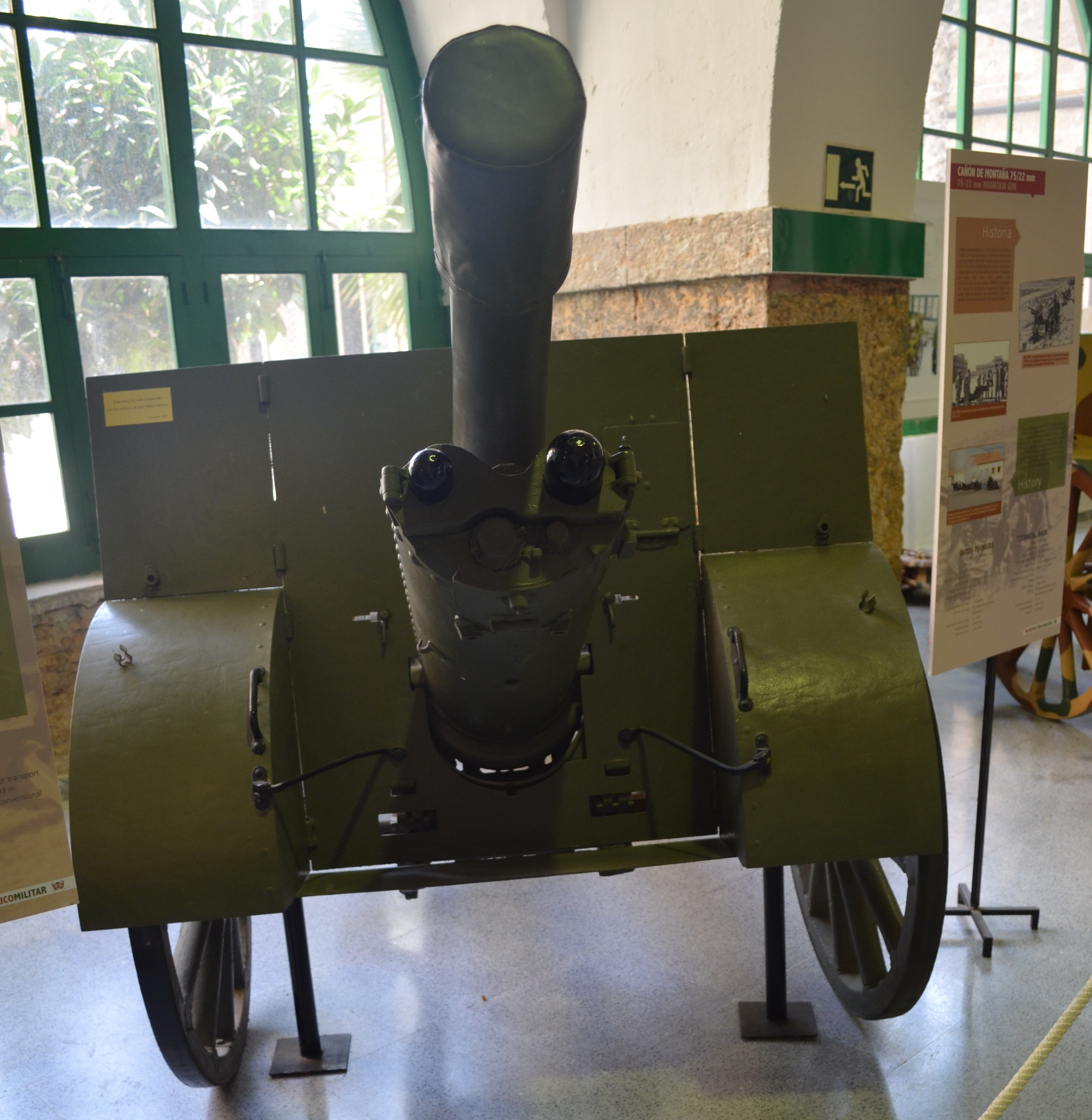
Un cañón de montaña 75/22, derivado del modelo 1919, en el Museo de Artillería de Cartagena.

Tras el estallido de la Guerra Civil, ambos bandos encuadraron y mandaron al frente las piezas en las unidades y parques bajo su control. Un batería sublevada de 105/11 en Tetuán realizó los primeros disparos de artillería de la guerra, atacando a las fuerzas leales en el aeropuerto. Las fábricas de Sevilla y Trubia siguieron fabricando piezas durante la guerra, con ocho obuses fabricados en Trubia en los quince meses que estuvo bajo control republicano y cincuenta y dos en los diecisiete meses que pasó a estar bajo el control del bando sublevado. Sevilla pudo producir diez baterías una vez que volvió a recibir suministros de Trubia. Tras el final de la guerra, se contabilizaron 188 obuses modelo 1919 en el inventario del Ejército. Los obuses 105/11 modelo 1919 se siguieron fabricando, con las fábricas de Trubia y Sevilla pudiendo producir una batería al mes cada una. En 1941 se comenzó a fabricar también el cañón de montaña 75/22 modelo 1940, que se montaba sobre la cureña del 105/11. Una batería de 105/11 y otra de 75/22 participaron en 1944 en la repulsa de la invasión del Valle de Arán. Durante la Guerra de Ifni en 1956, el Grupo de Artillería a Lomo de Ifni estuvo compuesto por dos baterías de cuatro obuses 105/11 cada una, participando en los combates en la zona y siendo uno de sus artilleros la primera baja mortal de la campaña. En 1960 el Ejército español todavía contaba con 247 piezas de 75/22 y con 470 de 105/11.
Yugoslavia adquirió obuses 105/11 del modelo 1928. Durante la Segunda Guerra Mundial tanto Alemania como Italia capturaron obuses modelo 1919 y 1928 franceses y yugoslavos y los pusieron en servicio en sus ejércitos. Italia equipó con estas piezas algunos de los grupos de artillería de montaña que participaron en la invasión de la Unión Soviética.
En el servicio francés los modelos 1919 y 1928 fueron reemplazados en 1945 por el obús de montaña de 75 mm estadounidense.

## Descripción

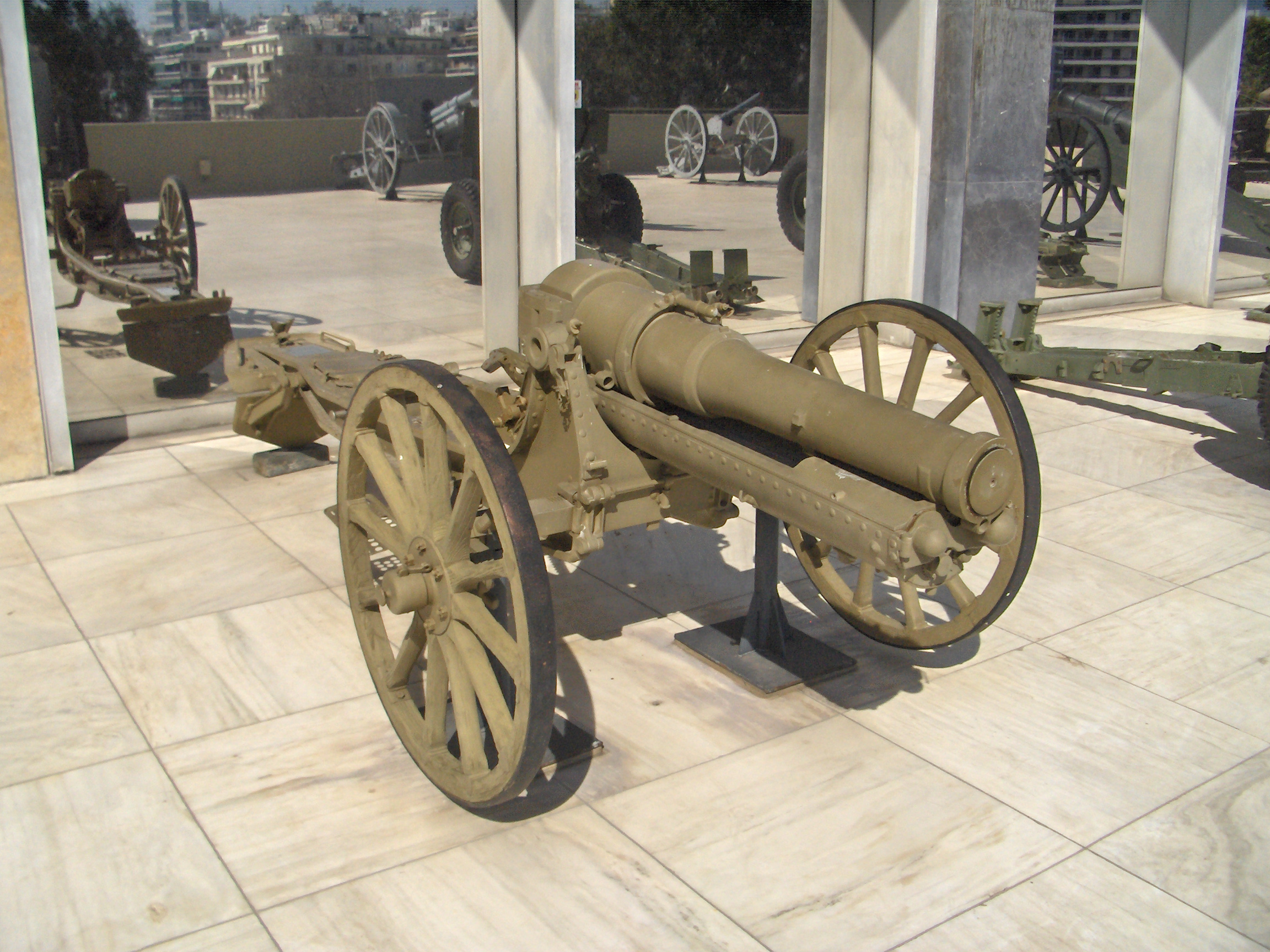
Schneider de montaña de 105mm (sin escudo) expuesto en el Museo de la Guerra de Atenas.

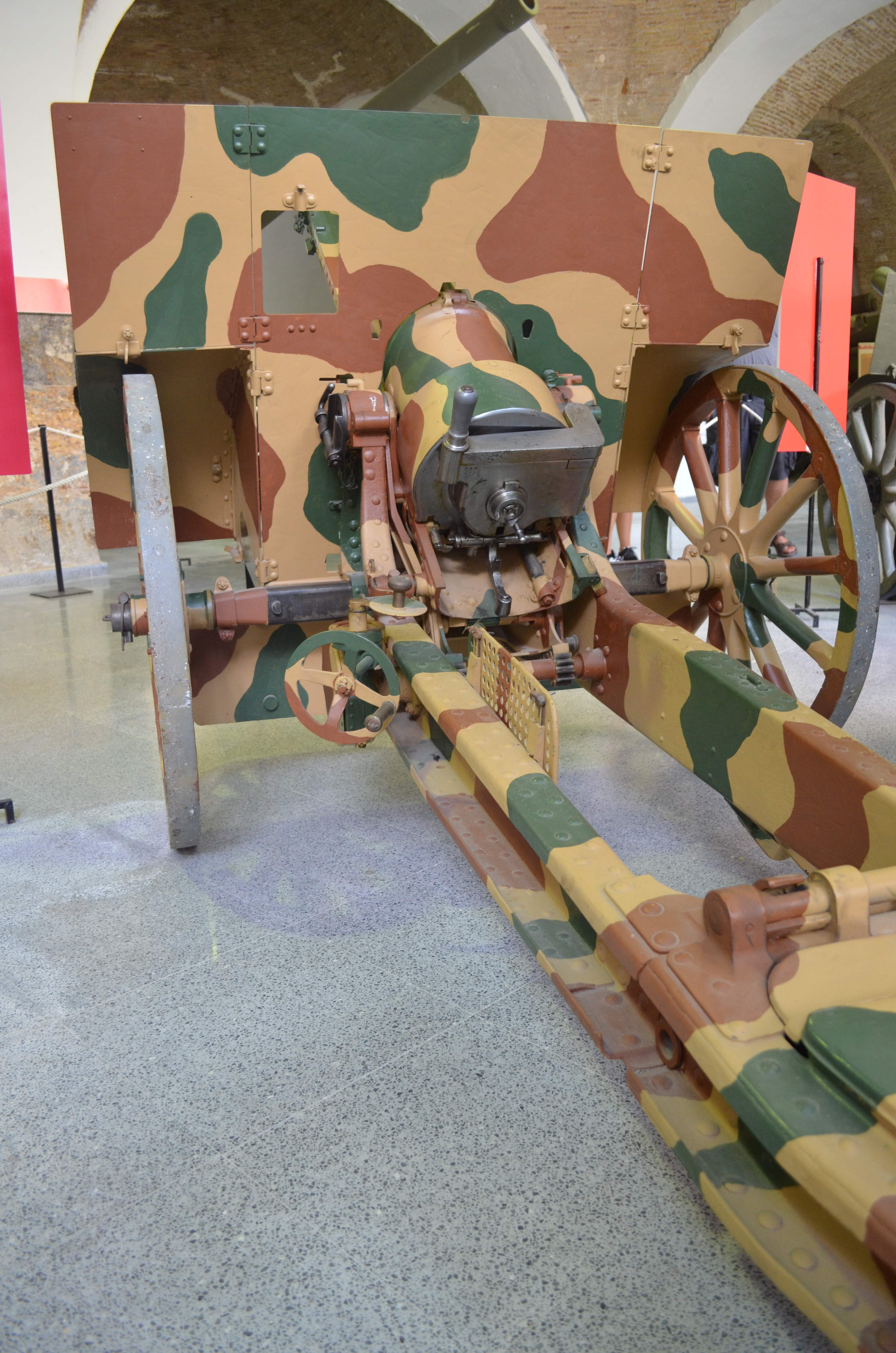
Vista posterior de un obús modelo 1919 expuesto en el Museo de Artillería de Cartagena.

El obús de montaña de 105 mm modelo 1919 fabricado por Schneider era una pieza de retroceso largo que podía usarse tanto para tiro tenso como tiro curvo. El tubo, con 32 rayas de paso dextrógiro constante de 12°, estaba montado sobre un trineo que contenía el recuperador hidroneumático y el freno hidráulico. Todo esto formaba un conjunto que se desplazaba, para amortiguar el retroceso, sobre una cuna que se conectaba a una cureña de caja mediante los mecanismos de ajuste de puntería horizontal y en elevación. La cureña estaba soportada por el eje de las ruedas y por el mástil, que podía ser plegado e incluía el arado y la palanca de puntería.
El tubo, cierre y manguito eran de acero forjado, templado y recocido. El cierre era de tornillo, con dos sectores lisos y dos de rosca, con un obturador de seta con galleta de malla metálica, amianto y sebo. Las ruedas eran de madera con banda metálica. La pieza podía desmontarse en ocho cargas que podían ser trasportadas a lomo por mulas. Para ello, el tubo se separaba del manguito y el cierre mediante un mecanismo de tornillo interrumpido con tres sectores lisos y tres de rosca similar al usado en el cierre. Las ocho cargas en que se descomponía eran:
1. El tubo (120 kg).
2. El manguito, el cierre y el contrapeso (116 kg).
3. El conjunto de trineo y cuna (111 kg).
4. La cureña (123 kg).
5. El mástil (91 kg).
6. Las piezas del mantelete o escudo (100 kg).
7. El eje y las ruedas (100 kg).
8. La caja de instrumentos de puntería, la lanza de remolque y otros accesorios.

Cada pieza estaba atendida por ocho servidores, además de los arrieros de cada mula. A las ocho mulas necesarias para trasportar la pieza se sumaban otras para transportar las cajas de munición, nueve más en el caso del Ejército francés.
La pieza también podía ser tirada por caballerías o remolcada por vehículos a motor. En ese caso, el trineo se fijaba a la cuna, el mástil se plegaba sobre la pieza y, en el caso del tiro de sangre, la lanza se acoplaba para tirar de la pieza.
El obús usaba munición separada, con hasta cinco saquetes de carga propulsora en el cartucho y con proyectiles de varios tipos de un peso de unos 12 kg. Dependiendo del número de cargas, la velocidad de boca podía ir de 184 m/s a 350 m/s.

## Usuarios
- Alemania nazi: Capturados en Francia y Yugoslavia.
- China[22]
- España
- Francia
- Italia: Capturados en Francia y Yugoslavia.[14]
- Japón: Capturados en China, usados para desarrollar una copia local denominada «cañón de montaña de 10 cm tipo 99».[22]
- Yugoslavia[14]